# Iseoplantsoen
Het Iseoplantsoen is een plantsoen in Amsterdam Nieuw-West.

## Geschiedenis en ligging
Het stadsparkje kreeg op 26 maart 1997 per raadsbesluit van Stadeel Osdorp haar naam. Ze is vernoemd naar het Iseomeer in Noord-Italië. Ook andere straatnamen in de buurt, zoals Balatonmeerstraat en Tjeukemeerhof verwijzen naar meren. Het maakte deel uit van de inrichting van de nieuwe woonwijk Middelveldsche Akerpolder (MAP), die hier rond 1998 verrees op opgespoten land- en tuinbouwgebied.
Het plantsoen werd ingericht als een Japanse tuin met allerlei hoogteverschillen; die hoogteverschillen zijn in de hele wijk terug te vinden. Het plantsoen ligt lager dan de omliggende buurt. In een vijver staat een fontein. 

## Gebouwen
Het plantsoen wordt omringd door geschakelde villa's. De nummering loopt doorlopend op van 1 tot en met 45 (er zijn geen even en oneven zijden).

## Kunst
Vanuit het plantsoen loopt deels over de vijver een plankier. Daarop staat de stellage Waterspiegel van Thomas Elshuis. Elshuis erfde een grote verzameling dia’s en ging daarmee aan de slag voor diverse kunstobjecten. Ook voor deze stellage bestaande uit hout, plastic en roestvast staal lijkt hij dia’s te hebben gebruikt. In het plafond van de installatie zijn projecties te zien van kinderen, die een bal uit het water lijken te halen. De kijker neemt de positie in als zijnde onder water.
Op de zuidelijke oever ligt een amfitheater van de hand van Ben Raaijman. Er zijn banken en een klein podium. Het theater vormt zelf ook weer een kom.

## Afbeeldingen

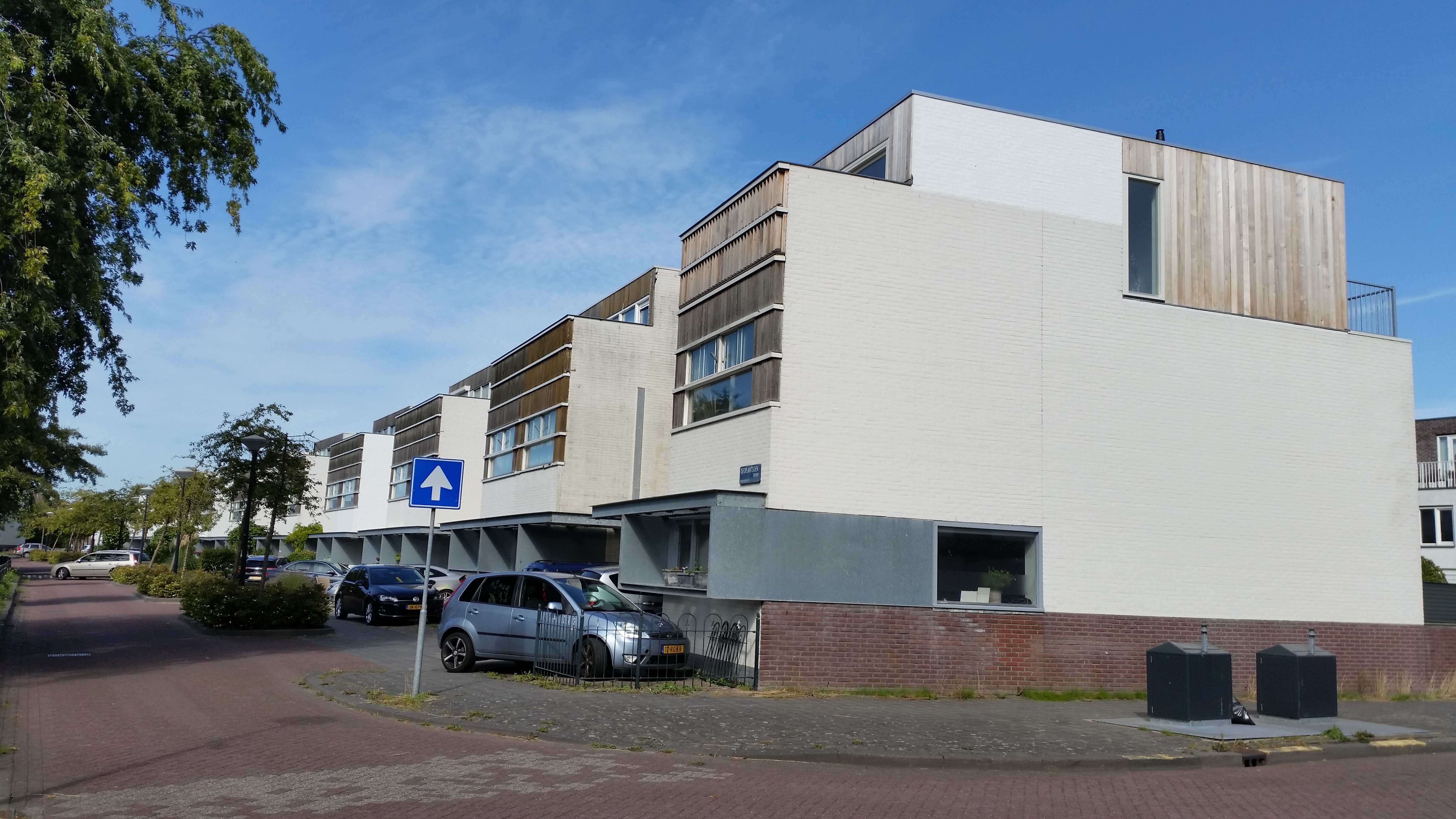
Huizen aan het plantsoen (september 2019)
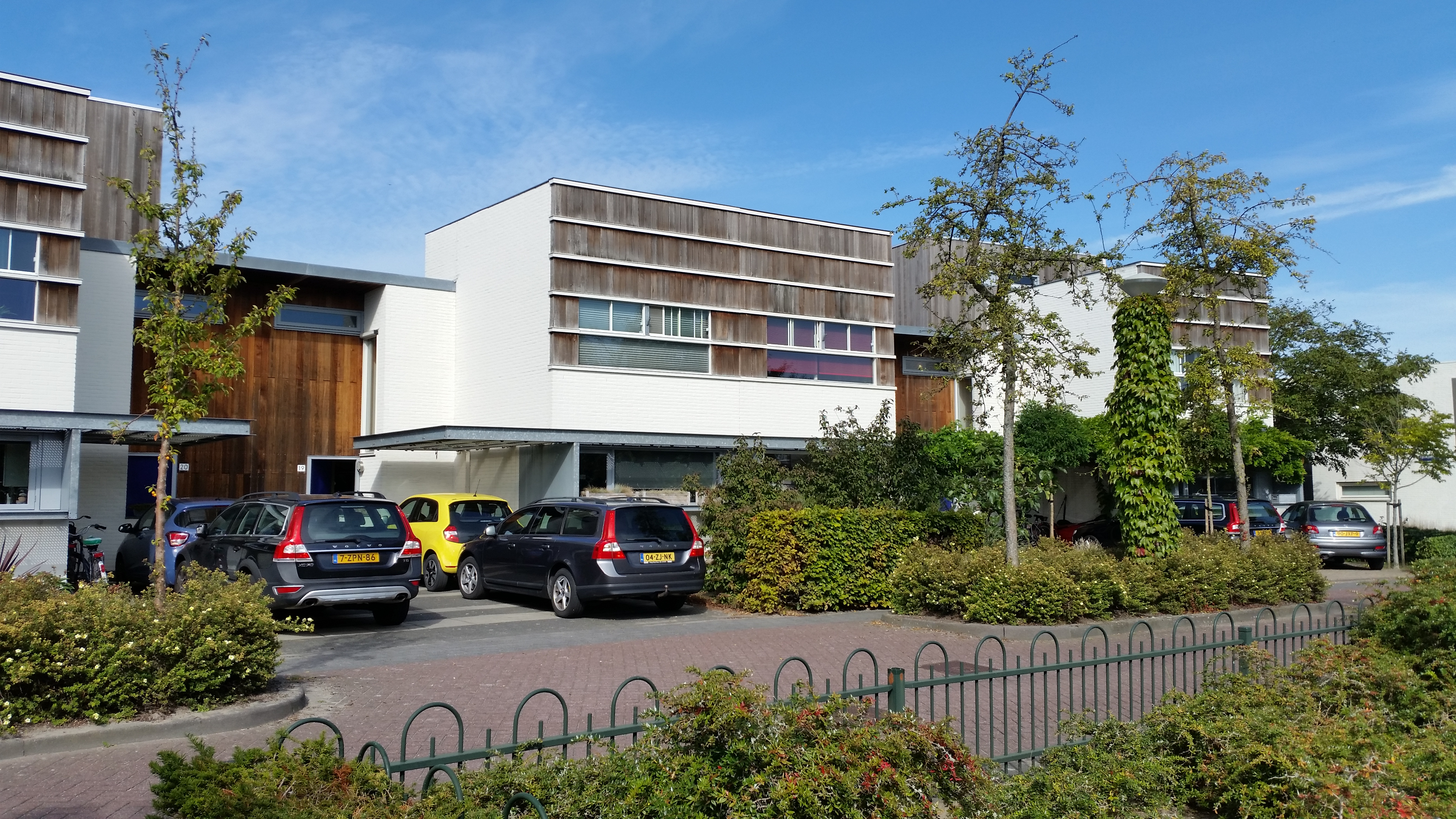
Huizen aan het plantsoen (september 2019)
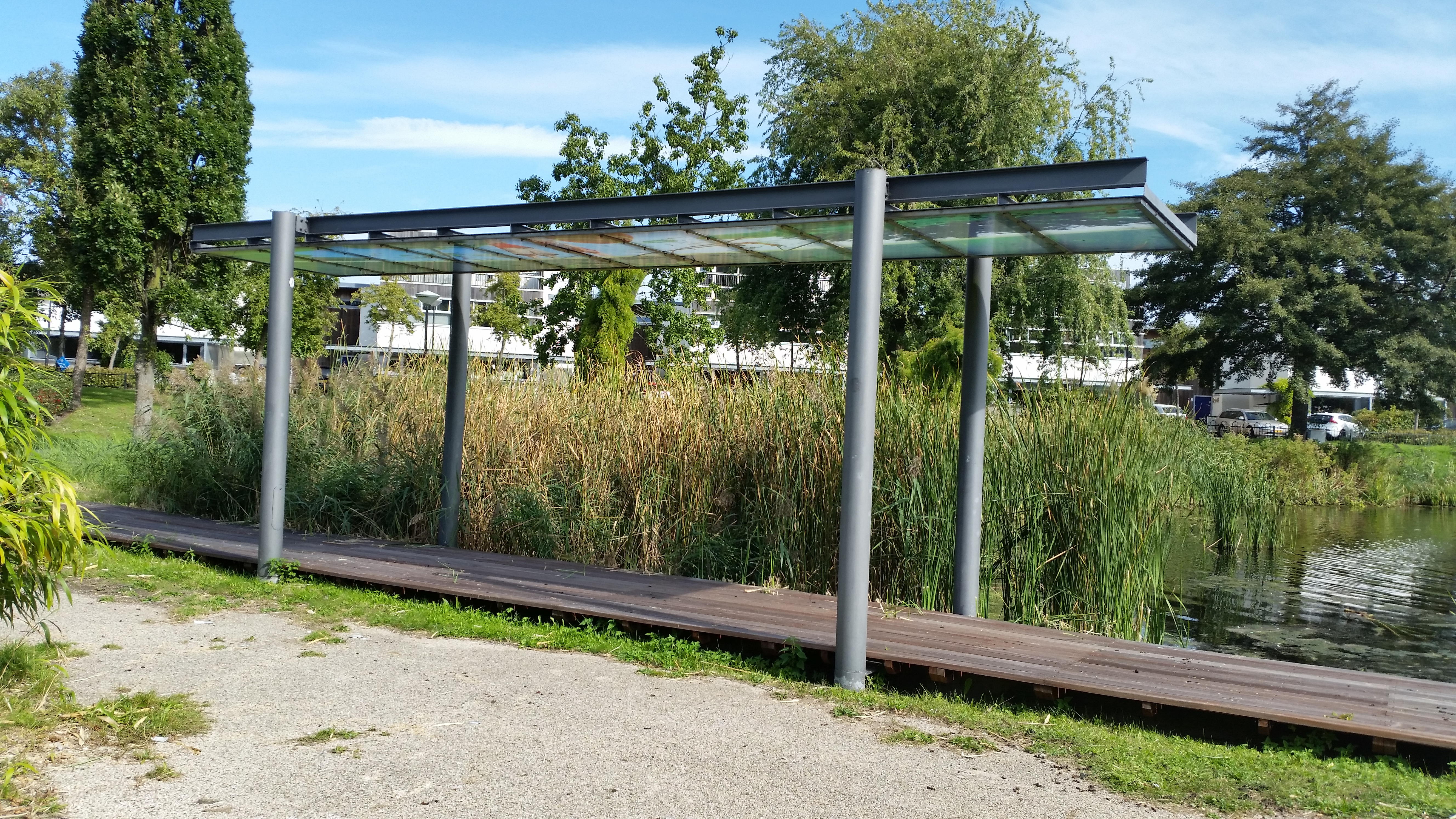
Waterspiegel van Elshuis (september 2019)
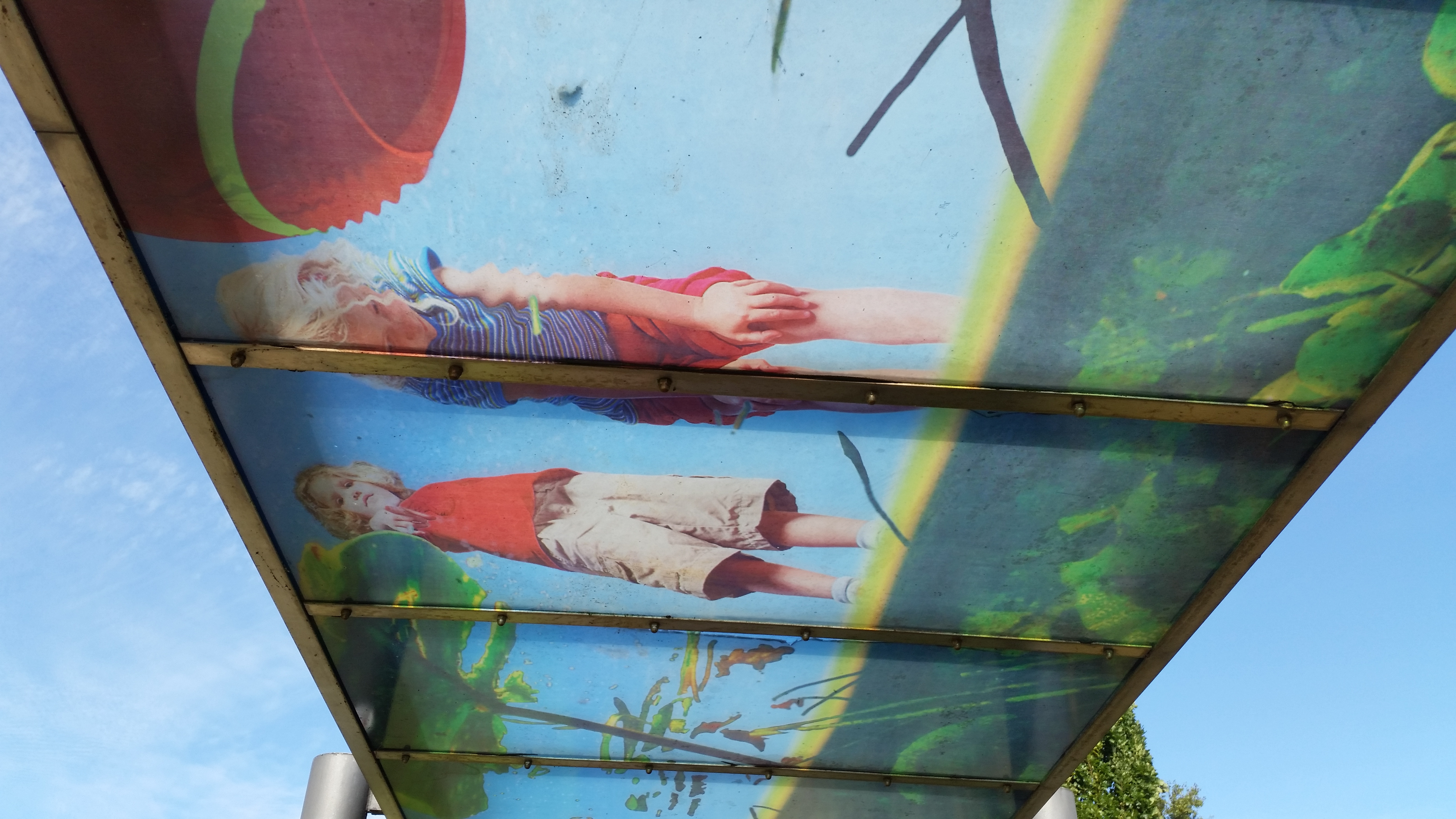
Waterspiegel van Elshuis (september)